# 懷德新村
懷德新村，位於臺北市的眷村，是中華民國國防部軍事情報局(軍情局)退伍人員居住的區域，為少數於國有地上自費購置地上建築物的國民住宅，為兩層式鋼筋混凝土建築，住戶多為軍情局中校上校階退伍軍人，共計52戶，是最後一個依照舊制《國軍老舊眷村改建條例》進行改建的眷村，計畫於2007年2月開工。但由於房舍係屬私有國民住宅，因此軍情局提出懷德新村之眷村改建規劃時，引發強拆民宅之爭議。
早年四周多為農田，有稻田、荷田、芋田、番薯田，每逢汛期即淹水，村落建築地區東依陽明山、南靠芝山巖，北望十八份山（中正山），西有落日晚霞，並可聽到北淡線士林段火車鳴笛與行走聲音，1970、80年代市政建設拓展市區後，四週均為高樓所湮沒，不復當年景象。
目前村舍南面隔忠義街為陽明醫院（現今的臺北市立聯合醫院陽明院區）與雨農國小，西、北面為蘭雅新城、東面太平洋建設所蓋住宅區。
所處地理位置門牌1970年前均為台北市士林區懷德新村某號，1970年代中期改為中十二路170巷10,12,14弄，後1980年代改為忠誠路一段171巷10、12、14弄。
1978年雨農國小完成前，小學學區屬雨聲國小原為軍情局辦理，後轉由臺北市政府接收辦理九年國教。

## 鄰村
- 忠義一村 改建忠義新城，一部分區域開闢為忠誠路部分路段
- 忠義二村 改建忠義新城，一部分區域開闢為忠誠路部分路段
- 精忠新村 改建蘭雅新城，一部分區域開闢為忠誠路部分路段

## 懷德新村適用法源
「懷德新村」土地是國有財產，地上物則為自費興建，依據「國軍軍眷業務處理辦法」第二十九條略以：「凡於公有土地上，自費建築之眷舍，應列為公產管理，將來國軍營地變更用途時，應配合實施，不得異議」。
「國軍老舊眷村改建條例」第三條規定：「老舊眷村，是指於六十九年十二月三十一日以前，興建完成之軍眷住宅，政府提供土地由眷戶自費興建者亦屬之」。

## 參閱
- 臺灣眷村列表